# 大瑶山隧道
大瑶山隧道位于广东省韶关市乐昌市，京广铁路坪石-乐昌区间上，自北向南穿过瑶山。隧道全长14.295公里，曾经是中国最长的铁路隧道。大瑶山隧道的开通，使京广铁路的时速从50公里增至100公里以上，加强了岭南地区与内地的交通联系。

## 背景
瑶山是南岭的一条支脉，位于湘粤两省交界处、坪石至乐昌间的武江西岸，海拔高达1500米。瑶山附近地势险峻，一旁的武江水流湍急，附近区域人烟稀少，交通也不便利。

### 地质背景
隧道穿过的地区地质结构复杂，岩石风化严重，断层众多，涌水量大。隧道进出口两端为震旦、寒武系浅变质碎屑岩，隧道中部为泥盆统桂头群砂砾岩、砂岩、页岩及东岗组的白云岩、灰岩、白云质灰岩、泥灰岩等，而隧道经过的地段大部分为IV、V类围岩，其中软弱围岩占17%。
隧道区位于湘桂经向构造东端、南岭纬向构造中段南侧、粤北山字型的脊柱部位。这个区域内经历了多次构造运动，不同构造体系相互干扰、交接重合使本区的山脉构造错综复杂。
全隧道分布有20条断层带，在隧道中间部位出现两侧冲断层，规模较大，相背倾斜，各自上盘相对逆冲推复，中间陷落，破碎带和影响带宽465米，即九号断层。

### 历史背景
1929年3月，粤汉铁路株韶段工程局在广州成立，凌鸿勋担任总工程师。凌鸿勋上任后，否定了英国工程师所制定的需要建设大量隧道的方案，将粤汉铁路改为绕着武江河谷一路蜿蜒，到乐昌再笔直南下韶关（即京广坪乐旧线），从而绕开险峻的大瑶山。此方案减少了工期和成本，但是线路所经的山势险峻、地形复杂，线路的里程长、曲线半径小、坡度大。在京广铁路改造为双线铁路时，为提高列车的运行速度，大瑶山隧道被提上计划。

## 施工过程

### 测绘
铁道部第四设计院于1978年春节进行武水右岸双绕线的勘测，包括107平方公里的地形测绘，1181个地质点的勘察和49个孔深总量达5700米的钻探，以及大面积的水文调查，还有航空照片与卫星照片的判释，最终制定了施工方案。

### 设计
1978年—1988年间，铁四院桥隧处高级工程师厉自凡总体负责大瑶山隧道的设计工作，并配合施工。

### 施工
1981年11月，大瑶山隧道正式开工。在隧道正式动工前，厉自凡等相关领域专家曾前往日本青函隧道多次考察学习，与日本隧道专家交流，并于1978年参加在日本召开的国际隧道协会技术交流会。随后，施工方又引进各种大型机械设备48项269台，与国产设备配套后形成了破岩、装运、支护、注浆四条作业流水线，效率大为提高。自1982年至1985年，进出口单口平均月成洞均达到100米以上，全隧道曾创月成洞521米的速度纪录。
大瑶山隧道的纵切面为中间高，两端低，这样设计的为了便于向两端排水及施工时出碴。工程采用“三斜一竖”的施工方案，在王梦恕的带领下，全面运用新奥法原理施工。
1985年4月，竖井平导发生涌水，每昼夜4175立方米，含泥量10%～20%，淹没竖井393米，井下机电设备44台报废；为解决问题，施工队开凿迂回导坑1200米，于1986年3月放水后，再作封堵。

#### 九号断层
九号断层埋深600～700米，长465米，其中165米为强烈挤压带，泥灰岩及断层泥贯穿于灰岩溶蚀及泥灰岩中，界面纷多，密集穿插，是隧道建设的难关，甚至到运营时依然是隧道的隐患。
厉自凡处理了九号断层不良地质地段罕见的的坍塌和涌水问题。在隧道支护衬砌的设计中，学习借鉴国外“新奥法”，首次设计了复合衬砌，大大减少了木材和人力的使用，为大规模机械化施工创造了更宽敞的施工场地，有效加速了工程的进展。
1985年12月，时任国务院副总理万里就九号断层问题，邀请地质矿产部、水利电力部协同铁道部多位专家前往现场勘察。1986年4月，设计、施工、建设、科研与有关院校47人组成技术攻关组，下设“地质预报预探、开挖方案、注浆堵水、支护衬砌、围岩变形量测”五个专业。1986年10月，施工进入九号断层；彼时，施工现场围岩极为破碎，涌水每昼夜4.2万吨，于是施工方决定在右侧开挖平行导坑，钻探超前，并排水降压。施工队进行到研磨泥带时，泥石俱下，涌水如注，日进不足一米；于是，他们采用锚杆管棚支护、预注浆加固围岩，并改为上半断面开挖、设置临时仰拱，扩大后全断面用钢骨架衬砌，然后铺设塑料防水板，再二次模注的方法。

### 完工
自开工以来，施工方前后应对大小坍方94次、涌水27次。经过4000多名工人5年的建设，隧道于1987年5月6日成功贯通，万里副总理亲临现场见证。全隧道经贯通测量，横向差17.3毫米，高程差4.6毫米，方向闭合差3.08秒，精度为6.2万分之一，属世界先进水平。随后，全隧道土建于1987年12月完成，工程转入铺轨与通信、信号、电力、电化四电工序的安装。
1988年底，京广铁路衡广复线开通，使京广铁路通过能力提高了1.8倍。大瑶山隧道完工后，京广铁路坪石至乐昌间的运营里程缩短了约15公里，也使铁路避开了沿河地质不良地段，预留了武水峡谷开发水利资源的条件。隧道修建过程中的一系列重要科研成果，对此后国内隧道及地下工程的修建产生了深远影响，修建中的新技术先后荣获铁道部和国家科技进步特等奖。

## 获得奖项
1992年，“大瑶山长大铁路隧道修建新技术”项目获得国家科学技术进步奖特等奖。

## 运营情况
作为京广铁路正线区间的一部分，大瑶山隧道自开通以来就有大量列车经过。2017年时，平常每天就有372趟列车通过隧道，而在2017年春运期间每天接近500趟，平均每3分钟就有一趟列车经过。

## 存在问题与后续维护
由于地质构造复杂、断层多、地下水系发达，开通运营后，隧道涌沙、涌水现象频繁，京广铁路甚至因地质灾害中断运营5次。因此，隧道通车后，原坪石-乐昌的旧线也作为战备路线被保留，直到2006年被洪水摧毁。另外，由于九号断层的涌水未根治，隧道维护部门在中部的墙脚设置了泄水管道，并继续整治各集中出水点。
为确保隧道的安全，从1990年开始，广州局集团每天都有20名工人在隧道里巡逻，清理排水沟里的积水和沙子，以免积水和淤泥阻塞铁路。